# Franker
Franker var en grupp av samlade germanska stammar, däribland sugambrer, salier och ripuarier. De utgick från ett område kring floden Rhen omkring början av vår tideräkning, och utvidgade under tusen år, framför allt under de merovingiska och karolingiska kungaätterna, sitt maktområde till att periodvis omfatta stora delar av Europa. 
Namnet franker har givit Frankrike dess namn och betydde förmodligen ”fri” på frankiska. Namnet kan ha kommit från en form av bredbladigt kastspjut, eller möjligen från en för frankiska krigare typisk stridsyxa, kallad francisca.
Frankerna har också givit namn åt Franken, en region i Tyskland som går tillbaka till Hertigdömet Franken och vars befolkning till väsentlig del utgjordes av östfranker.
Frankerna skilde sig från andra germaner på två viktiga sätt: 
1. De släppte aldrig kontakten med sin ursprungliga hemvist, bredde ut sig snarare än att vandra till nya områden.
2. De blev katoliker i motsats till de flesta andra germanska stammar som bekände sig till den arianska kristendomen. I Rom refererade Romersk-katolska kyrkan till Frankrike som ”Roms äldsta syster”.

## De tidiga frankerna
Frankernas ursprung förblir relativt dunkelt. Den huvudsakliga informationskällan, Gregorius av Tours Historia Francorum (Frankernas historia), sträcker sig fram till 594 men citerar i sin tur flera förlorade källor som Sulpicius Alexander och Frigeridius och är delvis ett beställningsverk av den frankiska aristokrati som Gregorius personligen stod mycket nära. Andra källor är romarna Ammianus Marcellinus och Sidonius Apollinaris.
Förmodligen växte frankerna fram under folkvandringstiden genom föreningen av flera mindre germanska stammar i Rhendalen och området öster därom, som usipeter, tenkterer, sugambrer och brukterer. Denna sociala utveckling kan bero på den turbulens i området som romarnas krig mot markomannerna omkring 166 skapade under 200- och 300-talen. Gregorius hävdar att frankerna ursprungligen levde i Pannonien för att därefter slå sig ner på Rhens stränder.
Omkring 250 lyckades frankiska stammar tränga in genom Gallien och vidare ända bort till Tarragona i Katalonien och utgjorde en plåga i området under ett decennium innan romerska styrkor besegrade dem och slängde ut dem från romerskt territorium. 40 år senare tog frankerna kontrollen över området kring floden Schelde och störde under en tid sjöfarten mellan Gallien och England innan romarna lyckades pacificera området utan att fördriva frankerna.
Under 300-talet ska de frankiska stammarna ha delat upp sig i två grupper: de saliska (”salt”) och ripuariska (”flod”) frankerna. Före 800-talet, om inte tidigare, bör denna uppdelning ha upphört att existera men hade under tid en viss juridisk betydelse.

## Merovingerna
De saliska frankerna ledda av Chlodio och Merovech utmärkte sig snart från andra germaner genom sina kontakter med Rom och med Childerik I, som stred tillsammans med den romerske generalen Aegidius mot både visigoter och Odovakar, blev det romerska inflytandet ännu starkare. Detta blev upprinnelsen till det som skulle bli den merovingiska kungaätten. 
355–358 ingrep kejsar Julianus mot frankerna efter att de återigen tagit kontroll över flodtrafiken på Rhen men överlät sedan en avsevärd del av provinsen Gallia Belgica varpå frankerna blev foederati, Roms bundsförvanter, och de första germanerna som blev permanent bofasta inom det romerska riket. Detta område motsvarar dagens Flandern och södra Nederländerna där man än idag talar det västgermanska språket nederländska.
När Rhen korsades av germanska stammar 406 slog frankerna tillbaka dem och huvuddelen av den barbariska invasionen gick därför söder om floden Loire vilket, till viss del, kan förklara varför Parisbäckenet förblev romerskt långt efter att imperiet fallit.
Frankernas inflytande i Europa ökade markant med Childerik I:s son Klodvig I som med sin seger över Syagrius 486 erövrade de ännu romerska territorierna mellan floderna Loire och Somme omkring dagens Paris. Därmed hamnade större delen av norra Frankrike under hans regering. 498 antog han som förste germanske kung katolicismen och avsade sig arianismen som fortfarande var stark bland de germanska stammarna. Vid slaget i Vouillé 507 besegrade han tillsammans med burgunderna visigoterna och vid Klodvigs död 511 var alla franker enade i ett rike som sträckte sig ända ned till Pyrenéerna.
I takt med att frankerna kom i kontakt med och blandades med den romerska lokalbefolkningen kom de att gå över till majoritetsbefolkningens språk. I Frankrike dog frankiskan ut redan omkring 600, i södra Belgien levde språket kvar ännu till omkring 1300.
Klodvigs fyra söner delade enligt germansk sed riket mellan sig, liksom deras söner gjorde efter dem, och de ständiga striderna i det frankiska riket ledde till att kontrollen alltmer försköts från den merovingiska till den karolingiska ätten och 751 kunde Pippin den lille, son till Karl Martell, slutligen inta kungatronen.

## Karolinger
Med Pippins son Karl den store utökades den karolingiska makten till att omfatta stora delar av Europa. 771 kom hela det frankiska riket under hans krona och till hans rike inkorporerades därefter Lombardiet 774 och Bayern 788. Han besegrade 796 avarerna på Donauslätten och undanträngde 801 muslimerna i Spanien ända ned till Barcelona innan han till slut lyckades underkuva saxarna 804. För att gengälda Karl den stores politiska stöd till påvedömet lät år 800 påven Leo III kröna Karl den store till romersk kejsare. 
Det frankiska riket delades än en gång vid Ludvig den frommes död (Karl den stores son, kejsare 814–840) efter fördraget i Verdun 843. Det förenades åter för en kort tid 884–887 under Karl den tjocke varefter kejsartiteln övergavs i det som kom att bli det franska kungadömet.